# Quispamsis (circonscription provinciale)
Circonscription électorale provinciale du Canada
Quispamsis (auparavant Kennebecasis) est une circonscription électorale provinciale du Nouveau-Brunswick représentée à l'Assemblée législative depuis 1995.

## Géographie
La circonscription comprend:
- Une partie de la ville de Quispamsis
- Les localités le long de la rivière Kennebecasis

## Liste des députés
| Législature                                       | Années        | Député | Député        | Parti                     |
| ------------------------------------------------- | ------------- | ------ | ------------- | ------------------------- |
| Kennebecasis Circonscription issue de Kings-Ouest |               |        |               |                           |
| 53e                                               | 1995-1999     |        | Peter LeBlanc | Libéral                   |
| 54e                                               | 1999-2003     |        | Brenda Fowlie | Progressiste-conservateur |
| 55e                                               | 2003-2006     |        | Brenda Fowlie | Progressiste-conservateur |
| Quispamsis                                        |               |        |               |                           |
| 56e                                               | 2006-2010     |        | Mary Schryer  | Libéral                   |
| 57e                                               | 2010-2014     |        | Blaine Higgs  | Progressiste-conservateur |
| 58e                                               | 2014-2018     |        | Blaine Higgs  | Progressiste-conservateur |
| 59e                                               | 2018-2020     |        | Blaine Higgs  | Progressiste-conservateur |
| 60e                                               | 2020-2024     |        | Blaine Higgs  | Progressiste-conservateur |
| 61e                                               | 2024-en cours |        | Aaron Kennedy | Libéral                   |